# 낙산성곽길
낙산성곽길(駱山城郭길, Naksanseonggwak-gil)은 서울특별시 종로구 창신동 442-1에서 창신동 615-40까지를 잇는 도로다. 도로명은 낙산 일대의 한양도성을 따라 지나는 길이라 유래하였다.

## 연혁
- 1994년 5월 1일: 현재의 흥인지문~낙산성곽동길 분기 지점 및 낙산성곽동길 합류 지점~낙산공원 간 개통[1]
- 2002년 6월 12일: 낙산공원 1단계 완공에 따라 낙산성곽동길 분기 지점~낙산성곽동길 합류 지점 간 개통
- 2010년 7월 2일: 종로구 도로명 주소 고시

## 주요 경유지
서울특별시
- 종로구 (창신동)

## 노선
| 교차로 | 접속 노선    | 소재지 | 소재지    | 비고             |
| ------ | ------------ | ------ | --------- | ---------------- |
|        | 종로         | 종로구 | 창신제2동 | 교차로 이름 없음 |
|        | 낙산성곽동길 | 종로구 | 창신제2동 | 교차로 이름 없음 |
|        | 낙산길       | 종로구 | 창신제2동 | 교차로 이름 없음 |

## 부속도로
- ● : 전 구간 해당
- ▲ : 일부 구간 해당
- ✖ : 해당 없음

| 도로명      | 기점         | 종점          | 총연장 (m) | 차량 통행 가능 | 일방통행 | 소재지 | 소재지    |
| ----------- | ------------ | ------------- | ---------- | -------------- | -------- | ------ | --------- |
| 낙산성곽1길 | 창신동 673-2 | 창신동 660-72 | 235        | ▲              | ✖        | 종로구 | 창신제2동 |

## 주요 건물 및 시설
- 동인교회 (서울특별시 종로구 낙산성곽1길 7)
- 마을회관 (서울특별시 종로구 낙산성곽1길 37)